# Alexander Ranacher
Alexander Ranacher (Lienz, 20 novembre 1998) è un calciatore austriaco, centrocampista dell'Austria Klagenfurt.

## Carriera
Cresciuto nel settore giovanile del Wolfsberger, esordisce in prima squadra il 29 ottobre 2017, disputando l'incontro di Bundesliga perso per 0-2 contro lo Sturm Graz. Nel 2018 viene ceduto all'Austria Lustenau, con cui gioca per quattro stagioni nella seconda divisione austriaca. Nel 2021 viene acquistato dal WSG Tirol, in massima serie.

## Statistiche

### Presenze e reti nei club
Statistiche aggiornate al 24 luglio 2022.
| Stagione                | Squadra                 | Campionato              | Campionato | Campionato | Coppe nazionali | Coppe nazionali | Coppe nazionali | Coppe continentali | Coppe continentali | Coppe continentali | Altre coppe | Altre coppe | Altre coppe | Totale | Totale |
| Stagione                | Squadra                 | Comp                    | Pres       | Reti       | Comp            | Pres            | Reti            | Comp               | Pres               | Reti               | Comp        | Pres        | Reti        | Pres   | Reti   |
| ----------------------- | ----------------------- | ----------------------- | ---------- | ---------- | --------------- | --------------- | --------------- | ------------------ | ------------------ | ------------------ | ----------- | ----------- | ----------- | ------ | ------ |
| 2015-2016               | Wolfsberger II          | RL                      | 16         | 1          |                 | -               | -               |                    | -                  | -                  |             | -           | -           | 16     | 1      |
| 2016-2017               | Wolfsberger II          | KL                      | 30         | 2          |                 | -               | -               |                    | -                  | -                  |             | -           | -           | 30     | 2      |
| 2017-2018               | Wolfsberger II          | RL                      | 20         | 2          |                 | -               | -               |                    | -                  | -                  |             | -           | -           | 20     | 2      |
| Totale Wolfsberger II   | Totale Wolfsberger II   | Totale Wolfsberger II   | 66         | 5          |                 | -               | -               |                    | -                  | -                  |             | -           | -           | 66     | 5      |
| 2017-2018               | Wolfsberger             | BL                      | 2          | 0          | CA              | 0               | 0               |                    | -                  | -                  |             | -           | -           | 2      | 0      |
| 2018-2019               | Austria Lustenau        | 1L                      | 29         | 2          | CA              | 3               | 0               |                    | -                  | -                  |             | -           | -           | 32     | 2      |
| 2019-2020               | Austria Lustenau        | 1L                      | 27         | 3          | CA              | 6               | 0               |                    | -                  | -                  |             | -           | -           | 33     | 3      |
| 2020-2021               | Austria Lustenau        | 1L                      | 29         | 1          | CA              | 1               | 0               |                    | -                  | -                  |             | -           | -           | 30     | 1      |
| Totale Austria Lustenau | Totale Austria Lustenau | Totale Austria Lustenau | 85         | 6          |                 | 10              | 0               |                    | -                  | -                  |             | -           | -           | 95     | 6      |
| 2021-2022               | WSG Tirol               | BL                      | 22         | 1          | CA              | 3               | 1               |                    | -                  | -                  |             | -           | -           | 25     | 2      |
| 2022-2023               | WSG Tirol               | BL                      | 1          | 0          | CA              | 1               | 0               |                    | -                  | -                  |             | -           | -           | 2      | 0      |
| Totale carriera         | Totale carriera         | Totale carriera         | 176        | 12         |                 | 14              | 1               |                    | -                  | -                  |             | -           | -           | 190    | 13     |